# Fomepizol
Fomepizol, também conhecido como 4-metilpirazol, é um medicamento utilizado como antídoto para tratar o envenenamento por metanol e etilenoglicol. Pode ser usado isoladamente ou combinado com a hemodiálise. É administrado por via intravenosa.
Efeitos colaterais comuns incluem dor de cabeça, náuseas, sonolência e instabilidade. Não está claro se o uso no período de gestação é ou não seguro para o bebé. O Fomepizol funciona bloqueando a enzima (álcool desidrogenase) que converte metanol e o etilenoglicol para seus produtos de decomposição tóxicos.
O Fomepizol foi aprovado para uso médico nos Estados Unidos em 1997. Consta na Lista de Medicamentos Essenciais da Organização Mundial de Saúde, considerados os mais eficazes e seguros para responder às necessidades de um sistema de saúde. Nos Estados Unidos cada frasco custa cerca de 1000 USD.